# Oligarrhena
Oligarrhena  (лат.) — монотипный род растений семейства Вересковые. Единственный представитель — Oligarrhena micrantha R.Br..

## Ареал
Растения являются эндемиками Австралии. Встречаются в Западной Австралии.

## Биологическое описание
Вечнозелёные кустарники. Листья супротивные, сидячие, простые, без прилистников; листовая пластинка плоская.
Цветки собраны в соцветия; тычинок 2. Однополые цветки отсутствуют, растения являются гермафродитами; опыляются насекомыми или птицами.
Плод — костянка.